# 德兰斯克
德兰斯克是德国梅克伦堡-前波莫瑞州的一个市镇。总面积20.74平方公里，总人口1181人，其中男性608人，女性573人（2011年12月31日），人口密度57人/平方公里。